# Викерштедт
Викерштедт (нем. Wickerstedt) — община в Германии, в земле Тюрингия. 
Входит в состав района Веймар. Подчиняется управлению Бад Зульца. Население составляет 776 человек (на 31 декабря 2010 года). Занимает площадь 8,48 км².